# Дионис върху тигър (мозайка)
„Дионис върху тигър“ (на италиански: Bacco su tigre) е подова мозайка с размери 165 х 165 см, изработена от оцветени парченца варовик и базалт, датирана от 199 – 80 г. пр.н.е., изложена в Националния археологически музей в Неапол, Италия.

## История
Мозайката е открита в къщата на Фавън през 1830 – 1832 г. при археологически разкопки на затрупания през 79 г. под лавата на Везувий римски град Помпей. През 1840 г. тп е извадена от първоначалното ѝ място и е преместена в тогавашния Кралски музей, настоящия Национален археологически музей в Неапол.
Мозайката е оградена от две рамки. Външната с червени и зелени повтарящи се вълни, заимствани от гръцки модели от ІІІ век пр. Хр., до голяма степен е възстановена през 1840 г. Вътрешната рамка представлява венец от цветя и плодове, свързващ осем комедийни маски.
Подовата мозайка е експонат от Колекция „Помпей“ и е изложена в Националния археологически музей в Неапол.

## Описание
Мозайката красяла пода на триклиний, в който се влиза от атриум, представлява Дионис като малък и с крила, който язди тигър с лъвска глава. Дионис и тигърът са изобразени вурху песъчлив бряг в близост до извит воден поток. Звярът, който младият бог води благодарение на тънки червени юзди, е с обърната надясно глава и изплезен език в опит да оближе капките вино, което младежът му предлага. Дионисиевият характер на сцената е придаден от крилата, короната от бръшлян върху главата на младия Дионис и купата с вино, от която той пие.
Въпреки тъмния до черен фон, майсторът е успял да постигне забележително усещане за пространство чрез нюанси, придаващи наклон на земята, леките сенки и най-вече от клонката тирса, привързана с червена панделка, чиито краища завършват във водата.
Сюжетът се позовава на триумфа на Дионис в Изтока – мотив, широко използван от Александър и неговите наследници, които се представят като „нов Дионис“. Темата е използвана изключително често в александрийското изкуство. В тази подова мозайка се забелязва оскъдно познание в представянето на животното, създадено на половина тигър и с глава на лъв, което води до датиране на прототипа, може би от края на IV век пр.н.е., когато в Атина за пръв път е видян тигър като част от плячката на сирийския цар Селевк.